# Cybinka
Cybinka (Duits: Ziebingen) is een stad in de gemeente Cybinka in het Poolse woiwodschap Lubusz, gelegen in de powiat Słubicki. De oppervlakte bedraagt 5,32 km², het inwonertal 2655 (2005).

## Verkeer en vervoer
- Station Cybinka